# Скрипаль, Сергей Викторович
Серге́й Ви́кторович Скрипа́ль (род. 23 июня 1951, Калининград, РСФСР, СССР) — советский, российский и британский военный разведчик, до 1999 года сотрудник ГРУ, полковник. В 2006 году осуждён в России за государственную измену в форме шпионажа в пользу спецслужб Великобритании и лишён воинского звания. С 2010 года, после помилования и обмена заключёнными шпионами между Россией и США, живёт в Великобритании, где получил гражданство, сохранив гражданство России.
4 марта 2018 года в городе Солсбери Скрипаль и его дочь Юлия пострадали от умышленного отравления нервно-паралитическим веществом из семейства, известного как «Новичок». По мнению британского правительства, к отравлению были причастны российские спецслужбы; руководство России все обвинения отвергло. Отравление вызвало крупный международный скандал, в результате которого более 30 стран и организаций выслали российских дипломатов.

## Биография
Сергей Викторович Скрипаль родился 23 июня 1951 года в Калининграде. Детство провёл в Озёрске (8 км к северу от границы с Польшей в Калининградской области). По сообщениям СМИ, его отец Виктор Скрипаль руководил ракетной воинской частью рядом с Озёрском, позднее он возглавлял районное отделение гражданской обороны и преподавал в техникуме. Его мать Елена Яковлевна Скрипаль была первым секретарём районного комитета КПСС, в 1978—1979 годах была директором вечерней средней школы рабочей молодёжи в Озёрске. Сергей был секретарём комитета комсомола школы, ещё в детстве начал мечтать о службе в разведке. В 1968 году окончил школу в Озёрске. Впоследствии родители Скрипаля покинули Озёрск: сперва переехали в Калининград, потом — в Подмосковье.
В 1972 году Сергей Скрипаль окончил военно-инженерное училище в посёлке Борисово (в составе Калининграда) по специальности сапёр-десантник. После училища поступил в Военно-инженерную академию имени Куйбышева по десантной специальности. Из ВДВ перевёлся в ГРУ.
В 1999 году ушёл в запас в звании полковника.
До 2001 года работал в управлении делами МИД России, затем в министерстве территориальных образований Московской области. Преподавал в Военно-дипломатической академии.
В начале 2000-х годов Скрипаль был совладельцем (10 %) компании «Юниэкспл», которая занималась разминированием местности, проводила специальные взрывные работы и утилизацию устаревших боеприпасов и боевой техники. Компания закрыта в августе 2016 года.

## Уголовное преследование в России
15 декабря 2004 года ФСБ России арестовала Скрипаля по обвинению в сотрудничестве с разведкой Великобритании. В ходе расследования уголовного дела, возбуждённого по ст. 275 УК РФ («Государственная измена»), выяснилось, что Скрипаль был завербован Секретной разведывательной службой Великобритании в 1995 году во время прохождения военной службы в Главном разведывательном управлении Вооружённых Сил Российской Федерации. Это произошло во время командировки в Испанию, где Скрипаль работал военным атташе посольства России.
Русская служба Би-би-си взяла интервью у называющего себя «историком спецслужб и генерал-майором ГРУ в отставке» Валерия Малеванного, согласно которому, для вербовки Скрипаля была использована так называемая «медовая ловушка», что на шпионском жаргоне подразумевает интимную связь с объектом вербовки. Позже появились публикации, в которых утверждается, что данный «эксперт» не является генералом ГРУ и не имеет отношения к спецслужбам. Организатором вербовки Скрипаля был британский кадровый разведчик Пабло Миллер, работавший под именем Антонио Алварес де Идальго.
После возвращения из Испании Скрипаль руководил управлением кадров ГРУ и в силу этого обстоятельства хорошо знал личности российских военных разведчиков, работавших под прикрытием в разных странах. От Скрипаля британская разведка МИ-6 получила информацию о нескольких десятках российских агентов за рубежом. После увольнения в конце 1999 года с военной службы Скрипаль продолжил сотрудничать с британской разведкой, для встреч с её представителями выезжал за границу — в Испанию, на Мальту и в Великобританию. По сообщению газеты The Times, он часто посещал Испанию для прохождения курсов реабилитации, и «MI6 купила ему дом для отдыха по системе таймшер рядом с Малагой, и ответственный сотрудник [британской разведки] летал туда каждые три дня на встречи, которые продолжались три-четыре часа. После каждой встречи Скрипалю выплачивался гонорар в размере от $5000 до 6000 наличными, которые он клал на банковский счёт в Испании».
Установленная в России слежка за Скрипалём подтвердила, что подозреваемый общался с аккредитованными в Москве британскими дипломатами, а в Великобритании — с агентами секретной разведывательной службы «МИ-6». Скрипаль передавал британцам секретные сведения о российских военных объектах, среди них — о военном космодроме Плесецк в Архангельской области, в общей сложности около 20 тысяч совершенно секретных документов. Составляющие государственную тайну сведения, которые Скрипаль передавал британцам после увольнения с военной службы, он добывал через бывших сослуживцев. Свой интерес к засекреченным сведениям он объяснял желанием иметь инсайдерскую информацию для успешного ведения бизнеса.
По данным следствия, Скрипаль нанёс существенный ущерб обороноспособности и безопасности России. На каждой конспиративной встрече, по данным ФСБ России, представители британской разведки за полученную информацию выплачивали Скрипалю денежное вознаграждение в иностранной валюте. Он также имел счёт в испанском банке, куда ему ежемесячно перечислялись денежные средства. Всего Скрипаль получил от британской разведки за 9 лет сотрудничества более 100 тысяч долларов. В ФСБ считали, что по масштабу ущерба его можно сравнить с «суперагентом» Олегом Пеньковским.
В ходе следствия Скрипаль признал себя виновным. Дал подробные показания о своей деятельности, что было учтено судом в качестве смягчающего обстоятельства при назначении наказания. 9 августа 2006 года Московский окружной военный суд вынес обвинительный приговор. Скрипаль был лишён всех званий и наград и осуждён на 13 лет лишения свободы в колонии строгого режима.

## Помилование
9 июля 2010 года президент России подписал указ о помиловании четырёх граждан России, в том числе и Скрипаля, удовлетворив их прошения о помиловании. При этом учитывалось то, что все осуждённые уже понесли наказание (так, Скрипаль к моменту помилования находился в местах лишения свободы около пяти с половиной лет). Помилование произведено в рамках операции по обмену четырёх граждан России, осуждённых за шпионаж в пользу США и Великобритании и отбывающих наказание в России, на десятерых сотрудников российских спецслужб (граждан России), задержанных в США в июне 2010 года.
По утверждению сайта Lenta.ru, список российских заключённых для обмена был предложен американскими властями. По данным Би-Би-Си, на включении Скрипаля в список на обмен настояла Великобритания, которая считала его «особо ценным агентом». Великобритания предоставила Скрипалю пенсию и гарантии поддержки в случае возникновения жизненных проблем.

## Деятельность в Великобритании
После освобождения Скрипаль обосновался вместе с семьёй (женой, сыном и дочерью) на юго-западе Великобритании, в небольшом городке Солсбери, где также проживал завербовавший его ветеран британской разведки Миллер. Дом в Солсбери, где поселился Скрипаль, оценивался в 350 тыс. фунтов, ездил он на личном автомобиле BMW 320D. В Великобритании Скрипаль читал лекции о российской военной разведке в МИ-6 и курсантам военных академий, а также давал консультации по военно-разведывательным вопросам. В частности, Скрипаль в обучающих целях рассказал иностранным спецслужбам о методах оперативной работы российских разведчиков, способах их проникновения в западные страны, применяемых ими технологиях вербовки, а также о том, как эффективно противодействовать российской разведке. Журналист британской газеты The Telegraph Роберт Мендрик сообщает, что Скрипаль поддерживал тесные связи с британцем, работавшим в частном агентстве расследований Orbis Business Intellegence бывшего сотрудника британской разведки МИ-6 Кристофера Стила, который подготовил и передал американским властям «русское досье» Трампа.

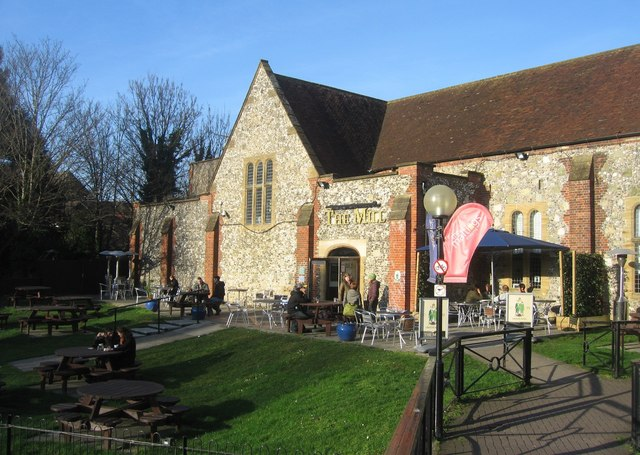
Паб, который Скрипаль посетил вместе с дочерью в день отравления.

Корреспондент немецкого журнала Focus Йозеф Хуфельшульте, со ссылкой на высокопоставленного сотрудника Объединённого командования НАТО по контрразведке, утверждает, что вплоть до 2017 года Скрипаль работал на разведки четырёх стран, входящих в состав альянса. В 2012 году он вместе с сотрудниками MI6 посетил Прагу, где сообщил чешским органам государственной безопасности о существовании разветвлённой разведывательной сети России. А также летом 2016 года уведомил спецслужбы Эстонии о существовании российских разведчиков, предоставив настолько достоверные сведения, что были обнаружены три «российских шпиона», включая офицера эстонской армии и его отца Петра Волина.

## Отравление
4 марта 2018 года, в воскресенье в 16:15 по Гринвичу, Скрипаль и его 33-летняя дочь Юлия, приехавшая из Москвы навестить отца, были найдены без сознания на скамейке близ торгового центра в Солсбери без видимых телесных повреждений. Их экстренно госпитализировали в больницу города в состоянии тяжёлого отравления редким нервно-паралитическим веществом. Оба оказались в реанимации в состоянии комы. Всего в результате инцидента пострадал 21 человек, в том числе госпитализирован прибывший первым на место события полицейский Ник Бейли. Глава контртеррористического отдела Скотланд-Ярда заявил, что отравление было совершено при помощи нервно-паралитического отравляющего вещества, которое впоследствии было идентифицировано как боевое отравляющее вещество класса «Новичок». Власти Британии квалифицировали отравление Скрипаля как покушение на убийство.
Российская сторона сообщила, что не располагает никакой дополнительной информацией о происшествии, и выразила согласие сотрудничать со следствием.
Британские официальные лица жёстко отреагировали на инцидент с отравлением Скрипаля, который привёл к существенной эскалации напряжённости в российско-британских отношениях, высылке значительного числа дипломатов обеими сторонами и другим взаимным санкциям.
18 мая 2018 года Национальная служба здравоохранения Англии сообщила о выписке Сергея Скрипаля из городского госпиталя Солсбери.

## Семья
Жена — Людмила Александровна Скрипаль, 1952 года рождения, умерла от рака тела матки 23 октября 2012 года в Великобритании в возрасте 59 лет.
Сын — Александр, 1974 года рождения. Умер 18 июля 2017 года во время поездки в Россию в возрасте 43 лет от острой печёночной недостаточности в Санкт-Петербурге после прибытия туда 13 июля поездом «Сапсан» из Москвы. Сергей Скрипаль организовал транспортировку тела из России и похоронил сына на кладбище в Солсбери рядом с его матерью. У Александра осталась жена — Наталья.
Мать — Елена Яковлевна Скрипаль, вдова ветерана Великой Отечественной войны, проживала в Ярославле. 7 января 2021 года умерла от COVID-19 в возрасте 93 лет, у неё было поражено 25 % лёгких. Её дочь Виктория Скрипаль пояснила, что «у неё возраст, сахарный диабет, аритмия — всё это сказалось. Состояние было стабильно тяжёлое всё это время, она была на аппарате ИВЛ».
Также в Ярославле проживает его племянница Виктория Скрипаль, 1972 года рождения, безработная, 9 сентября 2018 года она баллотировалась в Ярославскую областную думу по партийному списку «Справедливой России», но не была избрана. У неё есть дочь-школьница. Другая племянница, Елена Скрипаль, проживает в Приморском крае.
В 2016 году умер старший брат Сергея — Валерий Скрипаль, ветеран ВДВ.
Дочь — Юлия, 1984 года рождения, жила в Великобритании с 2010 года вместе с отцом, в 2014 году вернулась в Москву и до 2016 года работала в PepsiCo Russia. По другим данным, на момент ареста отца и во время его обмена Юлия работала в московском представительстве фирмы Nike, в 2016 году она вернулась в Россию и устроилась на работу сначала в московский филиал Кембриджской международной школы, а потом — специалистом по взаимодействию с потребителями московского отделения международной компании «Аванта Солюшенс», которая оказывает услуги по подбору персонала. 3 марта 2018 года прилетела в Великобританию, чтобы навестить отца.
С 2013 года Юлия живёт вместе со своим бойфрендом — 30-летним Степаном Владимировичем Викеевым, экономистом, окончвшим Государственный университет управления. После отравления Степан Викеев «залёг на дно»: его никто не видел и он перестал выходить на связь, не отвечал на звонки и SMS.
По сообщению газеты «Московский комсомолец», внутри семьи возник конфликт по поводу продажи двухкомнатной квартиры площадью 58 квадратных метров на 16-м этаже ведомственного дома ГРУ на улице Осенний бульвар, д. 10, к. 2 в Крылатском районе Москвы, которую Сергей Скрипаль получил в звании полковника на службе в ГРУ. В 2016 году Юлия Скрипаль по настоянию своего молодого человека решила обменять семейную квартиру на другую с худшими условиями, против чего протестовал старший брат Юлии Александр, его жена Наталья и двоюродная сестра Юлии Виктория. На вырученную разницу от покупки двухкомнатной квартиры на первом этаже площадью 47 квадратных метров в районе Фили-Давыдково друг Юлии планировал купить автомобиль «Range Rover». После возвращения из Великобритании Юлия собиралась выйти замуж. В феврале 2018 года в этой квартире Юлии доделывался ремонт перед продажей; вырученные деньги от продажи супруги хотели сложить с накоплениями и купить себе бо́льшую квартиру.
В начале октября 2018 года вышла книга британского журналиста Марка Урбана «Дело Скрипаля», в которой, на основе нескольких интервью самого Скрипаля, указано, что Скрипаль поддержал аннексию Крыма Россией и политику Владимира Путина в отношении к Украине, не верил в отравление со стороны России. «Проблема украинцев, — говорил Скрипаль, — в том, что они не способны руководить, для этого им нужна Россия. Украинцы — это овцы, которым нужен хороший пастух». Марк Урбан назвал Скрипаля «бессовестным русским националистом».